# Acârash
Acârash är ett norsk metal-band bildat 2016 och baserat i Oslo. Några av medlemmarna har bakgrund i banden Lonely Kamel och The Void. Acârash mixar doom metal, black metal och 1970-tals hårdrock.

## Historia
Bandet bildades hösten 2016 av Valac (Anlov P. Mathiesen), Lukas Paulsen och Sølve Sæther, som hade en bakgrund i bandet The Void. Bandet har också i korta perioder hatt medlemmar från band som Dimmu Borgir, Borknagar och Arcturus. Bandet spelade in sitt debutalbum In Chaos Becrowned sommaren 2017. Albumet lanserades av skivbolaget Dark Essence Records juni 2018.

## Medlemmar
Nuvarande medlemmar
- Sølve Sæther – trummor (2016–2018, 2019– )
- Lukas Paulsen – gitarr (2016– )
- Valac (Anlov P. Mathiesen) – sång, basgitarr (2016– )
- Anders Gjelsvik – gitarr (2018– )

Tidigare medlemmar
- Kenneth Mellum – trummor (2018–2019)

Turnerande medlemmar
- Tjalve (André Kvebek) – gitarr (2018)
- Kenneth Mellum – trummor (2018–)

## Diskografi
Studioalbum
- 2018 – In Chaos Becrowned[5]

Singlar
- 2018 – "Cadaver Dei"[1]
- 2018 – "In Chaos Becrowned"